# Letsjchoemi
Letsjchoemi (Georgisch: ლეჩხუმი) is een  historische en geografische bergstreek in de Grote Kaukasus in het noordwesten van Georgië.

## Geografie

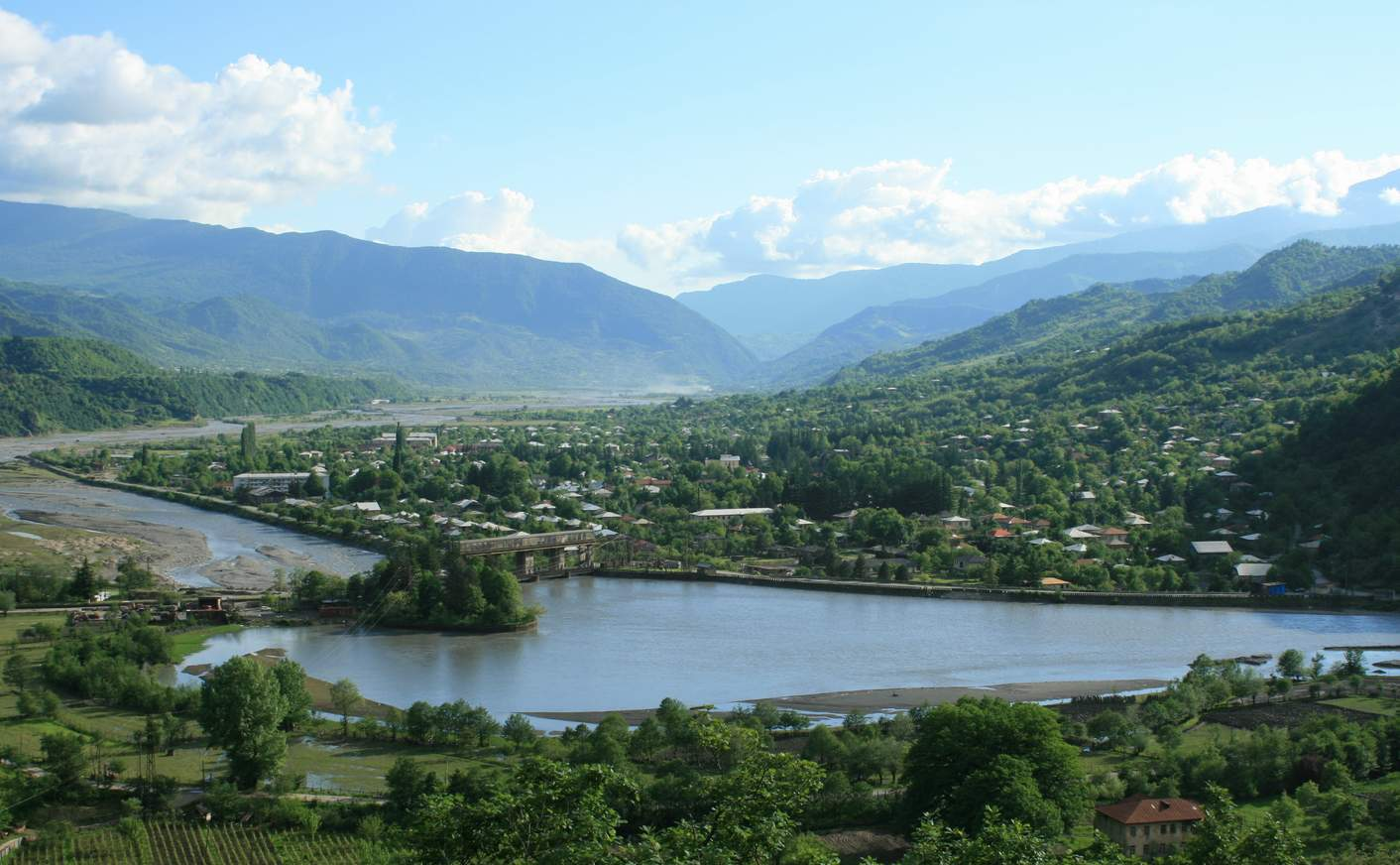
Tsageri, het centrum van de streek met de rivier Tschenistskali.

De bergstreek Letsjchoemi omvat het gebied van de gemeente Tsageri in de regio Ratsja-Letsjchoemi en Kvemo Svaneti. Ook beperkte delen van de gemeenten Ambrolaoeri en Tskaltoebo vallen onder de historische afbakening van de streek. De streek wordt geografisch gescheiden van aangrenzende streken door verschillende bergruggen van de Grote Kaukasus.
Een zuidelijke uitloper van het Egrisigebergte, het Aschi-karstmassief, vormt de grens met Mingrelië (Samegrelo) in het westen. In het noorden liggen het Egrisi- en Letsjchoemigebergte, de geografische afbakening met Svanetië. Tussen deze twee gebergten door stroomt van noord naar zuid de Tschenistskali door Letsjchoemi, de belangrijkste rivier van de streek. Ten oosten van Letsjchoemi ligt de streek Ratsja, van waaruit de Rioni door Letsjchoemi passeert. Beide rivieren hebben in Letsjchoemi hun middenbekken. Ze stromen parallel in zuidwaartse richting door diepe kloven van karst naar het laagland van Imereti.
Het Chvamli-karstmassief tussen de twee rivieren heeft iconische vormen dat van verre vanuit Imereti zichtbaar is. Hierin bevinden zich grotten waar Georgische koningen hun schatten verborgen. De karstmassieven die het zuiden van Letsjchoemi afbakenen zijn onderdeel van een reeks in de uitlopers van het Egrisigebergte dat doorloopt in het Ratsjagebergte.

## Geschiedenis
Archeologische vondsten duidden op menselijk leven in de streek sinds het neolithicum. Er zijn relatief veel vondsten gedaan  uit de bronstijd. In de oudheid kende de streek relatief veel menselijke bevolking. De oudste bronnen die de streek beschrijven, onder de naam Skvimnia, stammen uit de 6e eeuw en waren van de hand van Procopius.

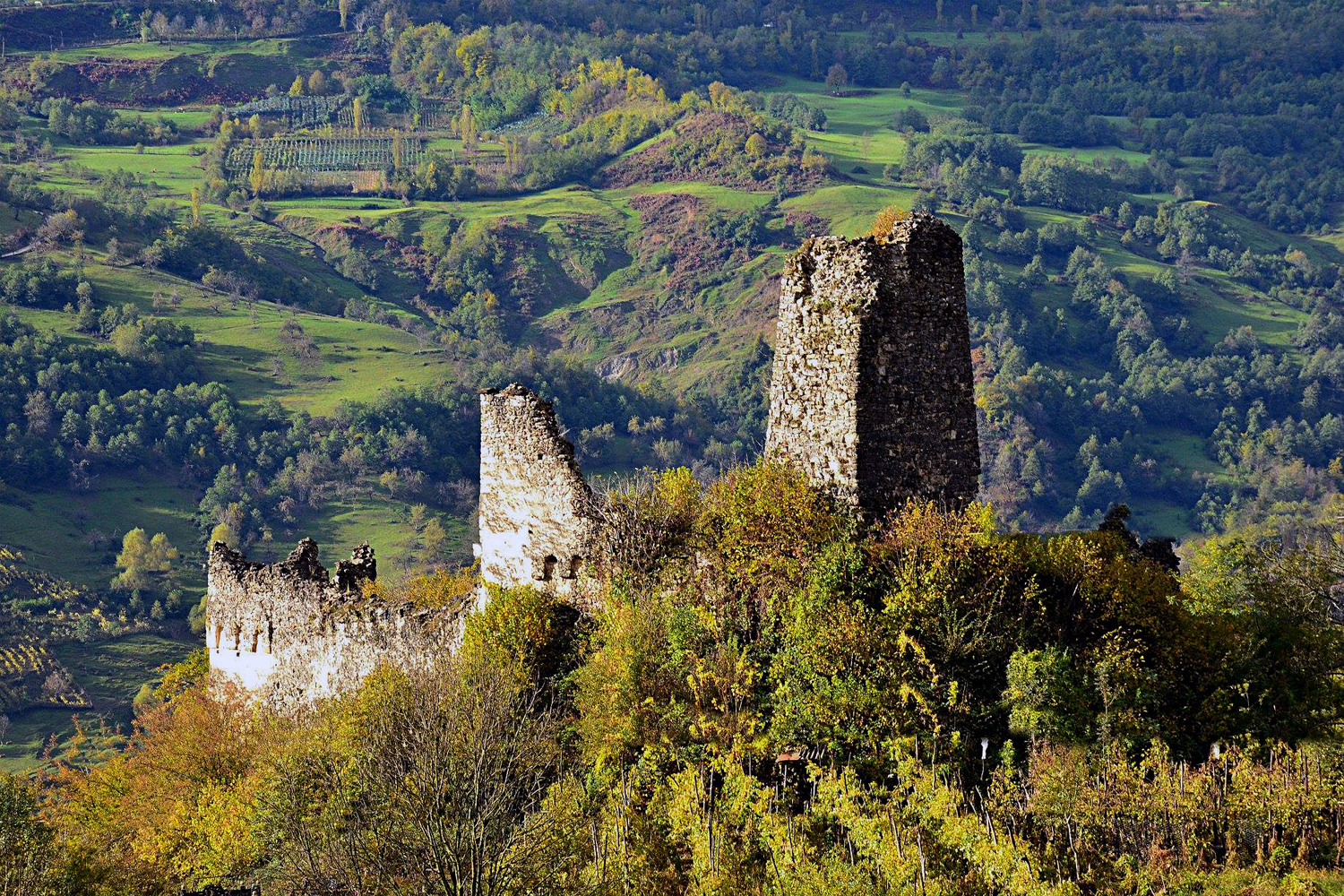
Het fort Moeristsiche, strategisch gelegen boven de kloof van de Tschenistskali bij Tsageri, was het centrum van het vroeg-middeleeuwse Skvimnia en het latere Takveri.

Het gebied werd destijds geregeerd door een eristavi, die ondergeschikt was aan de koning van Egrisi. Van de 10e tot 14e eeuw, onder het fusiekoninkrijk Egrisi-Abchazië en het verenigde koninkrijk Georgië, werd de streek Takveri genoemd, dat ook Ratsja omvatte.
Het koninkrijk Imeretië scheidde zich in de 15e eeuw af van Georgië, met Letsjchoemi als koninklijk domein. In de middeleeuwen vestigden zich Georgische joden in de nederzetting Lailasji, die zou uitgroeien tot een belangrijk Joods centrum in Georgië en een belangrijk economisch centrum in Letsjchoemi. Het dorp is ook de vindplaats van de zogeheten Lailasji-bijbel uit de 10e eeuw, een handgeschreven Thora.
Machtige edelen in de streek probeerden in de jaren 1660 een aparte adel te creëren in Letsjchoemi, onafhankelijk van Imereti, wat een onrustige periode inluidde in de tot dan vredige streek. Katsia Tsjikovani greep uiteindelijk de macht en werd officieel de prins van Letsjchoemi beschouwd, nadat hij extra territorium had gekregen van prins Levan III Dadiani van het vorstendom Mingrelië. Giorgi Tsjikovani van Letsjchoemi, zoon van Katsia, wierp in 1691 de Dadiani-dynastie omver en stichtte de tweede dynastie van Mingreelse prinsen. Hiermee was de Mingreelse overname van Letsjchoemi compleet. In 1714 werd Letsjchoemi geheel ondergeschikt gemaakt aan Mingrelië en werd sindsdien geregeerd door een commandant die door de prinsen van Mingrelië werden aangesteld.
In 1720 kwam een einde aan het zogeheten Imereti interregnum. Toen Salomo II van Imeretië in 1789 aan de macht kwam, begon hij met pogingen om Letsjchoemi te heroveren, wat uitmondde in een tevergeefse lange strijd om de streek. Het verzwakte Imereti verder, waarna het vorstendom in het begin van de 19e eeuw door Keizerrijk Rusland werd ingelijfd. De bergstreken en Mingrelië wisten de Russische heersers langer op afstand te houden, maar uiteindelijk ontkwamen zij ook niet aan inlijving. Letsjchoemi werd in 1867 samen met Svanetië als oejezd Letsjchoemi een administratieve-territoriale eenheid in het Gouvernement Koetais.